# Elezioni presidenziali in Argentina del 2015
Le elezioni presidenziali in Argentina del 2015 si tennero il 25 ottobre (primo turno) e il 22 novembre (secondo turno), dopo le elezioni primarie svoltesi il 9 agosto.

## Risultati

### Elezioni primarie
| Candidati              | Candidati               | Voti      | Gruppo                              | Voti       | %     |
| Presidente             | Vicepresidente          | Voti      | Gruppo                              | Voti       | %     |
| ---------------------- | ----------------------- | --------- | ----------------------------------- | ---------- | ----- |
| Mauricio Macri         | Gabriela Michetti       | 5.523.413 | Cambiemos (PR - UCR - ARI)          | 6.791.278  | 28,57 |
| Ernesto Sanz           | Lucas Llach             | 753.825   | Cambiemos (PR - UCR - ARI)          | 6.791.278  | 28,57 |
| Elisa Carrió           | Héctor Flores           | 514.040   | Cambiemos (PR - UCR - ARI)          | 6.791.278  | 28,57 |
| Daniel Scioli          | Carlos Zannini          | N.D.      | Fronte per la Vittoria (PJ)         | 8.720.573  | 36,69 |
| Sergio Massa           | Gustavo Sáenz           | 3.230.887 | Fronte Rinnovatore                  | 4.639.405  | 19,52 |
| José Manuel de la Sota | Claudia Rucci           | 1.408.518 | Fronte Rinnovatore                  | 4.639.405  | 19,52 |
| Nicolás del Caño       | Myriam Bregman          | 375.874   | Fronte di Sinistra e dei Lavoratori | 732.851    | 3,08  |
| Jorge Altamira         | Juan Carlos Giordano    | 356.977   | Fronte di Sinistra e dei Lavoratori | 732.851    | 3,08  |
| Margarita Stolbizer    | Miguel Ángel Olaviaga   | N.D.      | Partito GEN                         | 781.472    | 3,29  |
| Adolfo Rodríguez Saá   | Liliana Negre de Alonso | N.D.      | Compromiso Federal                  | 472.341    | 1,99  |
| Víctor De Gennaro      | Evangelina Codoni       | N.D.      | Fronte Popolare                     | 106.324    | 0,45  |
| Manuela Castañeira     | Jorge Ayala             | N.D.      | Movimento al Socialismo             | 103.742    | 0,44  |
| Alejandro Bodart       | Vilma Ripoll            | N.D.      | MST - Nuova Sinistra                | 95.780     | 0,40  |
| Mauricio Yattah        | María Moretta           | N.D.      | Partito Popolare                    | 67.798     | 0,29  |
| Raúl Albarracín        | Gastón Dib              | N.D.      | Movimiento de Acción Vecinal        | 39.512     | 0,17  |
| Totale                 | Totale                  | Totale    | Totale                              | 22.551.076 | 100   |

### Elezioni presidenziali
| Candidati            | Candidati               | Partiti                                   | I turno    | I turno | II turno   | II turno |
| Presidente           | Vicepresidente          | Partiti                                   | Voti       | %       | Voti       | %        |
| -------------------- | ----------------------- | ----------------------------------------- | ---------- | ------- | ---------- | -------- |
| Mauricio Macri       | Gabriela Michetti       | Cambiemos (PR - UCR - ARI)                | 8 601 063  | 34,15   | 12 997 938 | 51,34    |
| Daniel Scioli        | Carlos Zannini          | Fronte per la Vittoria (PJ)               | 9 338 449  | 37,08   | 12 317 329 | 48,66    |
| Sergio Massa         | Gustavo Sáenz           | Fronte Rinnovatore                        | 5 386 965  | 21,39   |            |          |
| Nicolás del Caño     | Myriam Bregman          | Fronte di Sinistra e dei Lavoratori (PTS) | 812 530    | 3,23    |            |          |
| Margarita Stolbizer  | Miguel Ángel Olaviaga   | Partito GEN                               | 632 551    | 2,51    |            |          |
| Adolfo Rodríguez Saá | Liliana Negre de Alonso | Compromiso Federal                        | 412 578    | 1,64    |            |          |
| Totale               | Totale                  | Totale                                    | 25 184 257 | 100     | 25 315 267 | 100      |

## Risultati per provincia

### Risultati del I turno
| Provincia           | Scioli/Zannini (FPV) | Scioli/Zannini (FPV) | Macri/Michetti (C) | Macri/Michetti (C) | Massa/Sáenz (FR) | Massa/Sáenz (FR) | Del Caño/Bregman (FSL/PLS) | Del Caño/Bregman (FSL/PLS) | Stolbizer/Olaviaga (PGEN) | Stolbizer/Olaviaga (PGEN) | Rodriguez/Negre CF | Rodriguez/Negre CF | Blanche/Nulle | Blanche/Nulle | Totale     | Totale |
| Provincia           | Voti                 | %                    | Voti               | %                  | Voti             | %                | Voti                       | %                          | Voti                      | %                         | Voti               | %                  | Voti          | %             | Voti       | %      |
| ------------------- | -------------------- | -------------------- | ------------------ | ------------------ | ---------------- | ---------------- | -------------------------- | -------------------------- | ------------------------- | ------------------------- | ------------------ | ------------------ | ------------- | ------------- | ---------- | ------ |
| Buenos Aires        | 3.563.089            | 37,28                | 3.134.779          | 32,80              | 2.143.827        | 22,43            | 351.786                    | 3,68                       | 272.801                   | 2,85                      | 90.448             | 0,95               | 297.928       | 3,02          | 9.854.658  | 82,80  |
| Capital Federal     | 476.632              | 24,09                | 1.001.379          | 50,61              | 302.065          | 15,27            | 84.238                     | 4,26                       | 100.462                   | 5,08                      | 13.856             | 0,70               | 33.236        | 1,65          | 2.011.868  | 78,33  |
| Catamarca           | 98.831               | 44,84                | 78.958             | 35,82              | 35.046           | 15,90            | 3.447                      | 1,56                       | 2.419                     | 1,10                      | 1.718              | 0,78               | 17.165        | 7,22          | 237.584    | 80,76  |
| Chaco               | 352.304              | 53,69                | 185.563            | 28,28              | 97.469           | 14,85            | 9.315                      | 1,42                       | 6.990                     | 1,07                      | 4.509              | 0,69               | 12.198        | 1,83          | 668.348    | 77,28  |
| Chubut              | 121.314              | 41,67                | 62.142             | 21,34              | 86.026           | 29,55            | 10.439                     | 3,59                       | 8.466                     | 2,91                      | 2.749              | 0,94               | 41.324        | 12,43         | 332.460    | 79,77  |
| Córdoba             | 418.221              | 19,26                | 1.155.333          | 53,22              | 443.204          | 20,41            | 69.051                     | 3,18                       | 38.998                    | 1,80                      | 46.235             | 2,13               | 45.715        | 2,06          | 2.216.757  | 79,40  |
| Corrientes          | 313.292              | 50,26                | 198.241            | 31,81              | 95.106           | 15,26            | 6.824                      | 1,09                       | 6.487                     | 1,04                      | 3.342              | 0,54               | 17.781        | 2,77          | 641.073    | 79,05  |
| Entre Ríos          | 313.022              | 37,64                | 314.057            | 37,76              | 164.799          | 19,81            | 14.420                     | 1,73                       | 17.501                    | 2,10                      | 7.925              | 0,95               | 41.317        | 4,73          | 873.041    | 84,63  |
| Formosa             | 217.026              | 66,98                | 48.742             | 15,04              | 53.817           | 16,61            | 2.615                      | 0,81                       | 1.116                     | 0,34                      | 696                | 0,21               | 14.146        | 4,18          | 338.158    | 80,18  |
| Jujuy               | 152.345              | 37,58                | 69.882             | 17,24              | 168.571          | 41,59            | 9.564                      | 2,36                       | 3.144                     | 0,78                      | 1.846              | 0,46               | 23.818        | 5,55          | 429.170    | 84,34  |
| La Pampa            | 79.963               | 37,94                | 70.783             | 33,59              | 45.465           | 21,57            | 5.332                      | 2,53                       | 5.509                     | 2,61                      | 3.704              | 1,76               | 14.552        | 6,46          | 225.308    | 82,02  |
| La Rioja            | 73.527               | 36,32                | 64.106             | 31,67              | 52.492           | 25,93            | 3.403                      | 1,68                       | 2.199                     | 1,09                      | 6.706              | 3,31               | 6.608         | 3,16          | 209.041    | 77,68  |
| Mendoza             | 341.163              | 31,36                | 443.913            | 40,81              | 156.503          | 14,39            | 82.734                     | 7,61                       | 15.698                    | 1,44                      | 47.874             | 4,40               | 30.295        | 2,71          | 1.118.180  | 81,85  |
| Misiones            | 403.671              | 61,11                | 149.940            | 22,70              | 90.464           | 13,70            | 5.809                      | 0,88                       | 8.244                     | 1,25                      | 2.392              | 0,36               | 39.202        | 5,60          | 699.722    | 82,33  |
| Neuquén             | 132.691              | 35,74                | 103.860            | 27,97              | 98.061           | 26,41            | 20.055                     | 5,40                       | 9.883                     | 2,66                      | 6.745              | 1,82               | 20.885        | 5,33          | 392.180    | 83,36  |
| Río Negro           | 179.872              | 45,20                | 89.103             | 22,39              | 96.769           | 24,32            | 15.506                     | 3,90                       | 11.119                    | 2,79                      | 5.604              | 1,41               | 14.764        | 3,58          | 412.737    | 80,47  |
| Salta               | 292.699              | 40,98                | 146.875            | 20,56              | 242.704          | 33,98            | 19.036                     | 2,66                       | 7.506                     | 1,05                      | 5.498              | 0,77               | 17.341        | 2,37          | 731.659    | 76,46  |
| San Juan            | 192.377              | 45,96                | 86.920             | 20,76              | 111.444          | 26,62            | 6.127                      | 1,46                       | 7.264                     | 1,74                      | 14.470             | 3,46               | 30.730        | 6,84          | 449.332    | 83,73  |
| San Luis            | 43.442               | 15,58                | 86.225             | 30,93              | 37.810           | 13,56            | 4.947                      | 1,77                       | 3.702                     | 1,33                      | 102.684            | 36,83              | 16.420        | 5,56          | 295.230    | 82,63  |
| Santa Cruz          | 82.595               | 47,06                | 44.880             | 25,57              | 39.626           | 22,58            | 5.533                      | 3,15                       | 2.064                     | 1,18                      | 794                | 0,45               | 8.949         | 4,85          | 184.441    | 77,59  |
| Santa Fe            | 640.924              | 31,77                | 712.100            | 35,29              | 500.897          | 24,83            | 53.801                     | 2,67                       | 79.721                    | 3,95                      | 30.168             | 1,50               | 76.610        | 3,66          | 2.094.221  | 77,87  |
| Santiago del Estero | 351.388              | 63,13                | 81.825             | 14,70              | 107.427          | 19,30            | 8.099                      | 1,46                       | 5.268                     | 0,95                      | 2.595              | 0,47               | 11.014        | 1,94          | 567.616    | 81,15  |
| Terra del Fuoco     | 42.049               | 45,52                | 20.226             | 21,90              | 21.601           | 23,39            | 4.055                      | 4,39                       | 2.978                     | 3,22                      | 1.458              | 1,58               | 3.075         | 3,22          | 95.442     | 75,08  |
| Tucumán             | 456.053              | 48,46                | 251.299            | 26,70              | 195.784          | 20,80            | 16.394                     | 1,74                       | 13.012                    | 1,38                      | 8.562              | 0,91               | 29.116        | 3,00          | 970.220    | 82,80  |
| Totale              | 9.338.490            | 37,08                | 8.601.131          | 34,15              | 5.386.977        | 21,39            | 812.530                    | 3,23                       | 632.551                   | 2,51                      | 412.578            | 1,64               | 864.189       | 3,32          | 26.048.446 | 81,07  |

### Risultati del II turno
| Provincia           | Macri/Michetti (C) | Macri/Michetti (C) | Scioli/Zannini (FPV) | Scioli/Zannini (FPV) | Differenza | Differenza | Blanche/Nulle | Blanche/Nulle | Totale     | Totale |
| Provincia           | Voti               | %                  | Voti                 | %                    | Voti       | %          | Voti          | %             | Voti       | %      |
| ------------------- | ------------------ | ------------------ | -------------------- | -------------------- | ---------- | ---------- | ------------- | ------------- | ---------- | ------ |
| Buenos Aires        | 4.662.935          | 49,65              | 4.822.082            | 50,35                | -59.147    | -0,70      | 244.863       | 2,50          | 9.789.880  | 82,25  |
| Capital Federal     | 1.358.151          | 67,80              | 583.545              | 32,20                | 574.606    | 35,59      | 76.971        | 3,81          | 2.018.667  | 79,08  |
| Catamarca           | 102.440            | 46,86              | 116.158              | 53,14                | -13.718    | -6,28      | 3.627         | 1,63          | 222.225    | 75,55  |
| Chaco               | 278.001            | 40,81              | 403.280              | 59,19                | -125.279   | -18,39     | 9.316         | 1,35          | 690.597    | 79,87  |
| Chubut              | 130.163            | 41,15              | 186.155              | 58,85                | -55.992    | -17,70     | 10.103        | 3,10          | 326.421    | 78,33  |
| Córdoba             | 1.546.831          | 71,52              | 616.002              | 28,48                | 930.829    | 43,04      | 56.010        | 2,52          | 2.218.843  | 79,48  |
| Corrientes          | 286.345            | 44,64              | 355.119              | 55,36                | -68.774    | -10,72     | 9.566         | 1,47          | 651.030    | 80,30  |
| Entre Ríos          | 453.149            | 53,86              | 388.219              | 46,14                | 64.930     | 7,72       | 17.058        | 1,99          | 858.426    | 83,26  |
| Formosa             | 116.725            | 36,08              | 206.762              | 63,92                | -90.037    | -27,83     | 3.596         | 1,10          | 327.083    | 77,56  |
| Jujuy               | 214.429            | 52,89              | 190.959              | 47,11                | 23.470     | 5,79       | 6.835         | 1,66          | 412.223    | 80,87  |
| La Pampa            | 108.543            | 51,03              | 104.169              | 48,97                | 4.374      | 2,06       | 5.132         | 2,36          | 217.844    | 79,43  |
| La Rioja            | 114.963            | 56,50              | 88.502               | 43,50                | 26.461     | 13,01      | 4.098         | 1,97          | 207.563    | 77,15  |
| Mendoza             | 625.983            | 57,53              | 462.186              | 42,47                | 163.797    | 15,05      | 30.892        | 2,76          | 1.119.061  | 82,04  |
| Misiones            | 280.762            | 41,93              | 388.910              | 58,07                | -108.148   | -16,15     | 9.489         | 1,40          | 679.161    | 79,92  |
| Neuquén             | 177.935            | 47,15              | 199.425              | 52,85                | -21.490    | -5,69      | 14.395        | 3,67          | 391.755    | 83,27  |
| Río Negro           | 148.087            | 37,14              | 250.621              | 62,86                | -102.534   | -25,72     | 12.125        | 2,95          | 410.833    | 80,15  |
| Salta               | 323.818            | 44,77              | 399.518              | 55,23                | -75.700    | -10,47     | 13.517        | 1,83          | 736.853    | 77,01  |
| San Juan            | 175.377            | 40,20              | 260.937              | 59,80                | -85.560    | -19,61     | 8.540         | 1,92          | 444.854    | 82,90  |
| San Luis            | 178.156            | 64,13              | 99.667               | 35,87                | 78.489     | 28,25      | 7.959         | 2,78          | 285.782    | 79,99  |
| Santa Cruz          | 72.876             | 41,67              | 102.003              | 58,33                | -29.127    | -16,66     | 4.114         | 2,30          | 178.993    | 75,36  |
| Santa Fe            | 1.141.121          | 55,72              | 906.826              | 44,28                | 234.295    | 11,44      | 64.645        | 3,06          | 2.112.592  | 78,62  |
| Santiago del Estero | 154.955            | 27,91              | 400.331              | 72,09                | -245.376   | -44,19     | 6.788         | 1,21          | 562.074    | 80,37  |
| Terra del Fuoco     | 38.407             | 41,34              | 54.503               | 58,66                | -16.096    | -17,32     | 2.798         | 2,92          | 95.708     | 75,33  |
| Tucumán             | 398.197            | 41,40              | 563.696              | 58,60                | -165.499   | -17,21     | 14.882        | 1,52          | 976.775    | 83,40  |
| Totale              | 12.988.349         | 51,34              | 12.309.575           | 48,66                | 678.774    | 2,68       | 637.319       | 2,46          | 25.935.243 | 80,77  |